# بابا نوئل (فیلم ۱۹۹۴)
بابا نوئل (به انگلیسی: The Santa Clause) فیلمی محصول سال ۱۹۹۴ و به کارگردانی جان پسکوئن است. در این فیلم بازیگرانی همچون تیم آلن، جاج رینهولد، وندی کروسون، دیوید کرامهولتز، پیتر بویل، اریک لوید، جین ایستوود ایفای نقش کرده‌اند.
دنباله این فیلم بابا نوئل ۲ و بابا نوئل ۳ نام دارد.